# Шаповалов, Александр Тимофеевич
Александр Тимофеевич Шаповалов (9 ноября 1916 — 29 июля 1976) — советский военный лётчик бомбардировочной авиации, участник Великой Отечественной войны. Герой Советского Союза (1.06.1944). Майор.

## Биография
Родился 9 ноября 1916 года в селе Успенка ныне Лутугинского района Луганской области Украины. При приближении германско-австрийских войск к Донбассу в 1918 году семья Шаповаловых переехала в город Новороссийск. Там окончил железнодорожную школу в 1931 году, железнодорожное фабрично-заводское училище в 1933 году. Работал токарем на вагоноремонтном заводе железнодорожного депо. Одновременно учился в местном аэроклубе, а после его окончания в 1935 года назначен инструктором Новороссийского аэроклуба.
В сентябре 1938 года призван в Красную Армию. В сентябре 1939 года участвовал в походе Красной Армии в Западную Украину. Зимой 1939—1940 годов участвовал в советско-финской войне.
В боях Великой Отечественной войны с июня 1941 года, участвовал в оборонительных сражениях на Украине на Юго-Западном фронте. Вступил в войну в составе 48-го пикирующего бомбардировочного авиационного полка 17-й авиационной дивизии. В сентябре полк был расформирован, а Шаповалова перевели в 260-й ближнебомбардировочный авиаполк на Северо-Западный фронт.
В ноябре 1941 года направлен в формирующийся 514-й пикирующий бомбардировочный авиационный полк, в составе которого воевал с декабря 1941 года на Северо-Западном фронте в качестве воздушного стрелка-радиста. С июля полк находился в тылу на перевооружении на самолёты Пе-2, а приказом народного комиссара обороны СССР от 22 ноября 1942 года полку было присвоено гвардейское звание и он стал именоваться 36-м гвардейским бомбардировочным авиационным полком. В декабре 1942 года гвардии старший сержант А. Т. Шаповалов вновь в действующей армии, прибыв с полком на Юго-Западный фронт. В его рядах прошёл весь дальнейший боевой путь. Участвовал в Сталинградской битве, в Среднедонской и Ворошиловградской наступательных операциях, в Курской битве (Белгородско-Харьковская стратегическая наступательная операция «Румянцев»), в битве за Днепр, в Корсунь-Шевченковской, Проскуровско-Черновицкой, Львовско-Сандомирской и Восточно-Карпатской наступательных операциях.
К февралю 1944 года начальник связи эскадрильи 36-го гвардейского Берлинского орденов Суворова и Кутузова бомбардировочного авиационного полка 202-й Средне-Донской Краснознамённой ордена Суворова бомбардировочной авиационной дивизии 4-го Львовского Краснознамённого ордена Суворова бомбардировочного авиационного корпуса 2-й воздушной армии 1-го Украинского фронта гвардии старшина Шаповалов А. Т. совершил в составе экипажей 182 успешных боевых вылета на разведку и бомбардировку войск врага. В воздушных боях сбил лично 3 самолёта.
За образцовое выполнение боевых заданий командования на фронте борьбы с немецкими захватчиками и проявленные при этом отвагу и геройство Указом Президиума Верховного Совета СССР от 1 июля 1944 года гвардии старшине Шаповалову Александру Тимофеевичу присвоено звание Героя Советского Союза звание Героя Советского Союза с вручением ордена Ленина и медали «Золотая Звезда».
Всего на фронте выполнил 214 боевых вылетов, в том числе 107 на разведку. Сбил 4 самолёта лично и 4 в составе группы.
В ноябре 1944 года был отозван с фронта и направлен на учёбу в Энгельсское военное авиационное училище лётчиков. Окончил в 1947 году и продолжал службу в ВВС на офицерских должностях. В 1952 году окончил Курсы усовершенствования офицерского состава ВВС. Служил лётчиком-инструктором в учебном авиационном полку. С апреля 1961 года майор А. Т. Шаповалов — в запасе.
Жил в городе Казань. Скончался 29 июля 1976 года, похоронен на Арском кладбище в Казани.
Памятная доска установлена в Пантеоне Героев парка Победы города Казань.

## Награды
- Медаль «Золотая Звезда» Героя Советского Союза (1.06.1944)
- Орден Ленина (1.06.1944)
- Орден Красного Знамени (28.02.1943)
- Два ордена Красной Звезды (2.07.1942, 30.12.1956)
- Медаль «За отвагу» (16.04.1942)
- Медаль «За боевые заслуги» (20.06.1949)
- Другие медали СССР